# Cimetière parisien d'Ivry
Le cimetière parisien d'Ivry est un des cimetières parisiens extra muros, qui dépend de la Ville de Paris. Il est situé à moins de 500 mètres de Paris intra-muros, sur le territoire de la commune limitrophe d'Ivry-sur-Seine, dans le département du Val-de-Marne. En tant qu'espace vert, ce cimetière est un refuge pour la faune et la flore sauvage. En outre, il affiche le label QualiPARIS.

## Description
Le cimetière est constitué de deux enclos distincts, séparés par la rue Paul-Andrieux.
- Le premier, au nord, remonte à 1861 et couvre une superficie de 7,69 hectares. Sa partie ouest a été achetée en 1897, pour devenir le cimetière du Kremlin-Bicêtre.
- le second, au sud, a été créé en 1874 et totalise 20,69 hectares de surface.

La nécropole compte 48 000 concessions, réparties en 47 divisions. 240 000 personnes ont été inhumées au cimetière d'Ivry de 1861 à 2007 et environ 1 000 inhumations y ont lieu chaque année.

### L'espace vert

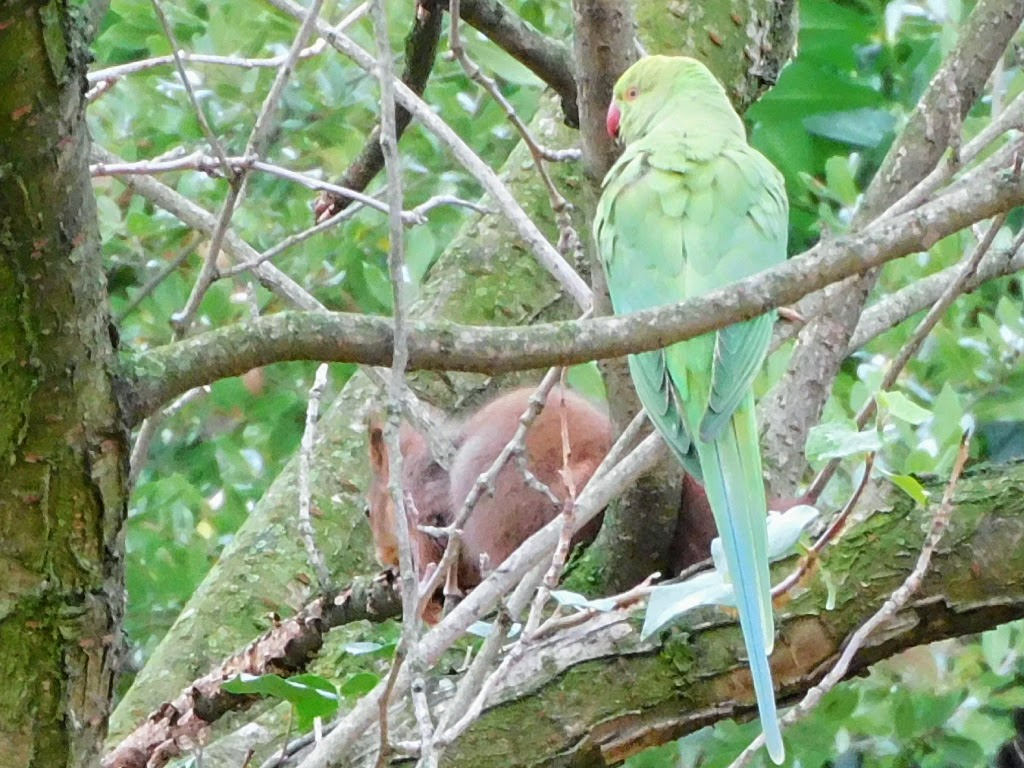
Biodiversité du cimetière : écureuil et perruche.

Le cimetière compte près de 1 800 arbres, ce qui en fait un espace vert. Il fait l'objet d'une gestion écologique.
Depuis 2015, le désherbage se fait mécaniquement, plus aucun produit chimique n'est utilisé. Les murs du cimetière ont été végétalisés et certaines allées engazonnées. Des nichoirs ont été installés par les services de la ville de Paris ainsi que des abris pour les hérissons.
À fin 2016, l'épervier, le pivert, le renard, la chauve-souris, le hérisson ou la chouette hulotte fréquentaient le cimetière. Des arbres fruitiers ont été plantés pour permettre le nourrissage des oiseaux et des abeilles.

## Personnalités inhumées

### Les exécutés de la Commune
Le cimetière a accueilli en mai 1871 un nombre considérable d'exécutés sommaires, communards victimes de la répression versaillaise. Les estimations sont très variables : 650 selon Maxime Du Camp (farouche anticommunard), 5 000 selon Camille Pelletan, 15 000 selon Xavier Raspail. Cette dernière estimation en ferait, de loin, le cimetière qui aurait eu dans ses fosses communes le plus grand nombre de communards exécutés. Des fouilles permettraient peut-être d'avancer un nombre plus rigoureusement établi.

### Résistants communistes

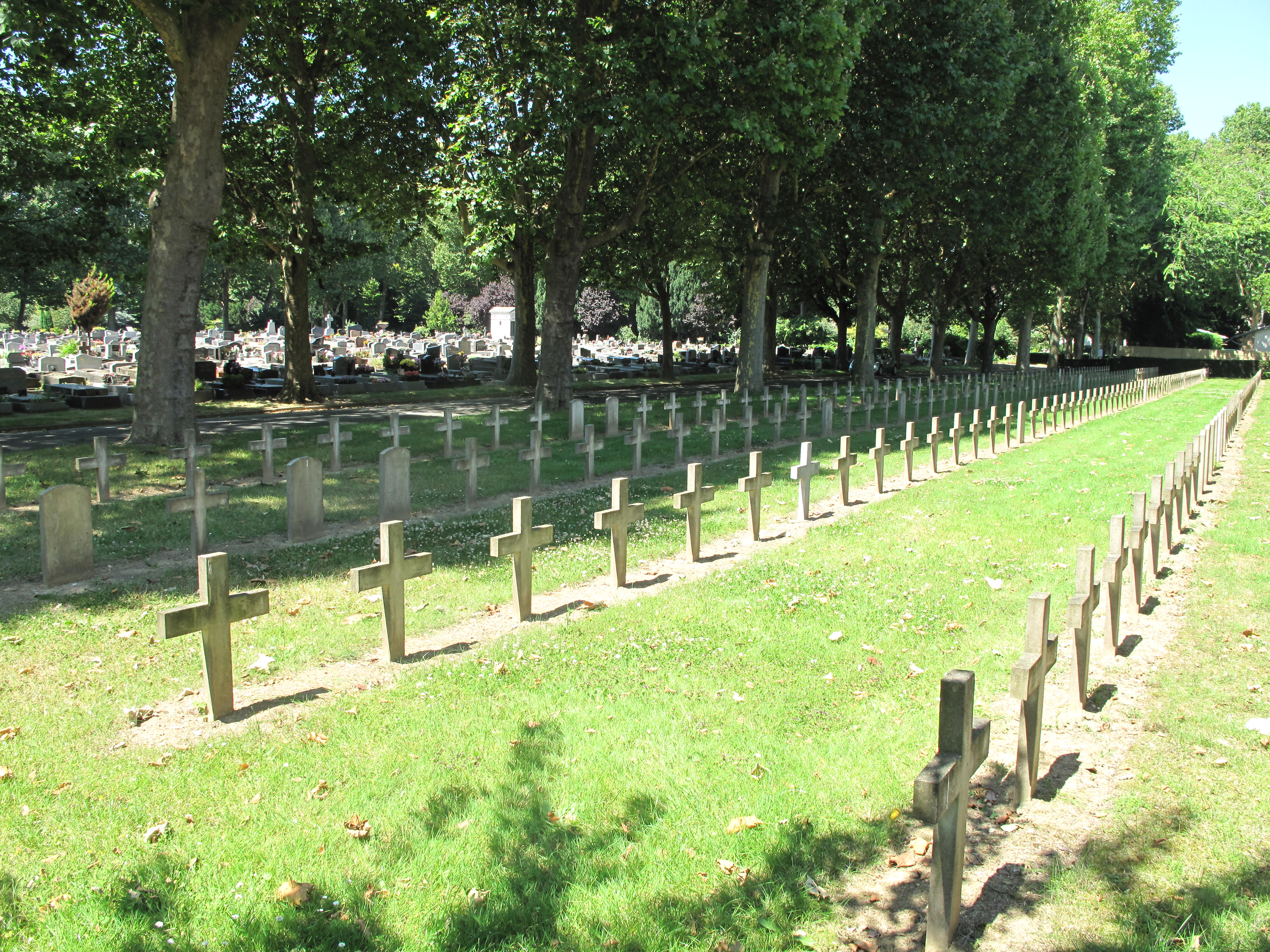
Tombes de résistants.

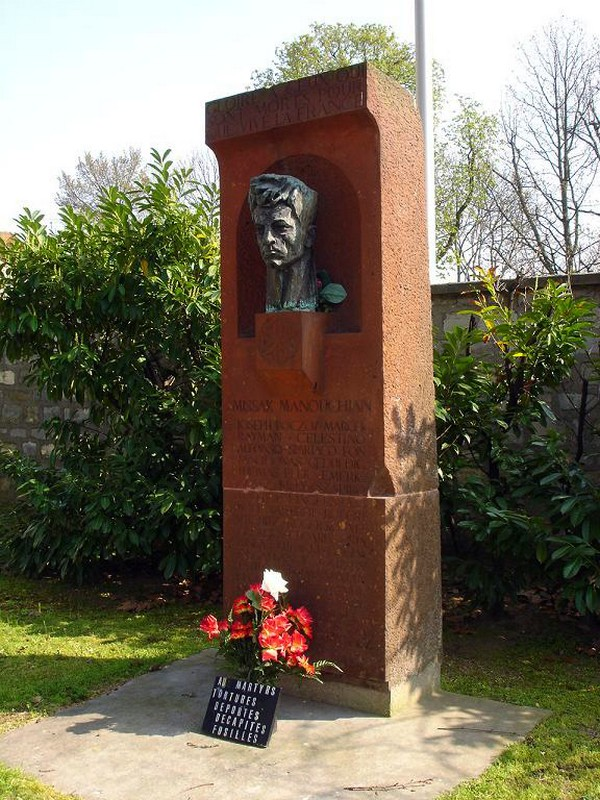
Cénotaphe de Missak Manouchian et des morts de l'Affiche rouge.

Après guerre, le Parti communiste français (PCF) fait l'acquisition d'une concession importante, appelée le « carré des fusillés » (situé dans la 39e division), qui est l'équivalent d'un Panthéon pour le parti. On y trouve :
- les tombes de nombreux résistants fusillés dans la clairière du fort du Mont Valérien :
  - Missak Manouchian (1906-1944)[4] — Panthéonisé en février 2024[5] —,
  - Marcel Rajman (1923-1944),
  - Fernand Zalkinow (1923-1942),
  - plusieurs membres de l'Affiche rouge, un groupe de résistants constitué d'immigrés récents ;
- la tombe de l'ethnologue et linguiste Boris Vildé (1908-1942) résistant, membre fondateur du groupe du musée de l'Homme ;
- les tombes de Jean Poulmarc'h (né en 1910) et d'Henri Pourchasse[6] (employé de préfecture, responsable de la Fédération CGT des cheminots, né en 1907[7]), militants communistes fusillés à Châteaubriant (Loire-Inférieure) le 22 octobre 1941 avec 26 autres otages ;
- une plaque à la mémoire d'Olga Bancic (1912-1944), symbole des femmes étrangères engagées volontaires dans la Résistance, apposée sur un des murs ;
- une plaque à la mémoire de Pierre Rebière (1909-1942), apposée sur un des murs du carré militaire ;
- les tombes d'Artur London (1915-1986), ancien des Brigades internationales en Espagne, résistant communiste en France dès 1940 et auteur du livre L'Aveu, et de Lise London (1916-2012), son épouse, militante et résistante communiste.

### Condamnés à mort non politiques

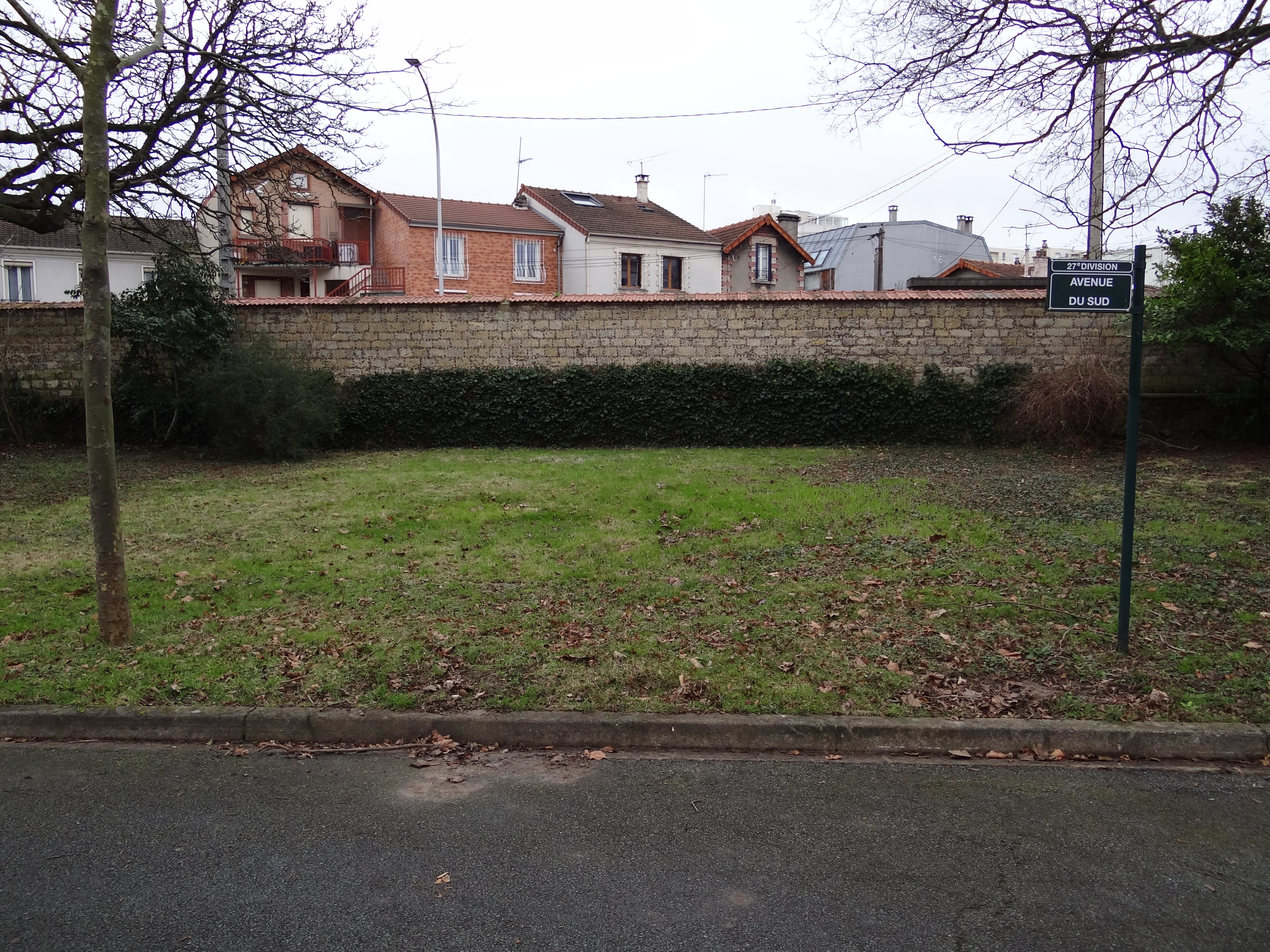
Carré des suppliciés.

De 1885 à 1972, les condamnés à mort guillotinés à la prison de la Santé ont été inhumés au cimetière d'Ivry, dans la division 27. Parmi les 128 exécutés, on peut citer : 
- Adolphe Berland (1871-1891) et Gustave Doré (1872-1891) pour le Crime de Courbevoie[9] ;

- Jean-Jacques Liabeuf[10] (1886-1910), cordonnier qui avait tué un policier ;
- Paul Gorgulov (1895-1932), assassin du président Doumer ;
- Marie-Louise Giraud (1903-1943), « faiseuse d'anges » ;
- Le docteur Petiot (1897-1946), tueur en série ;
- Émile Buisson (1902-1956),  malfaiteur ;
- Claude Buffet (1936-1972) et Roger Bontems (1933-1972).

Ils étaient enterrés dans des tombes anonymes. À la fin des années 1990, les dépouilles ont été relevées sur ordre de l'administration. Elles furent alors soit déposées dans un ossuaire soit récupérées par les familles et inhumées ailleurs. Il ne reste plus que la délimitation par des pavés du « carré des suppliciés ».

### Personnalités diverses
- Arlette Accart (1926-1957), actrice et speakerine
- Arthur Adamov (1908-1970), écrivain et auteur dramatique (44e division)
- Jean Bellus (1911-1967),  illustrateur et dessinateur de presse (24e division)
- Abdel Hafed Benotman (1960-2015), écrivain algérien (16e division)
- René Bergeron (1890-1971), acteur (20e division)
- Paul Bernard (1898-1958), acteur (11e division)
- Marcelle Bordas (1897-1968), chanteuse (30e division)
- Irène Brillant (1906-1997), actrice (11e division)
- Georges Briquet (1898-1968), chroniqueur sportif (42e division)
- Louis Caput (1921-1985), coureur cycliste (44e division)
- André Chastel (1912-1990), historien d'art français, professeur au Collège de France (9e division)
- Marius Constant (1925-2004), compositeur français (24e division)
- Maurice Cuvillier (1897-1957), illustrateur, créateur de Sylvain et Sylvette (14e division)
- René Dagron (1819-1900), pionnier de la photographie (10e division)
- Pierre Daix (1922-2014), résistant et journaliste (44e division)
- Louis Delapchier (1878-1959), sculpteur et illustrateur (13e division)
- Ferdinand Desnos (1901-1958), peintre (13e division)
- Émile Dupont-Zipcy (1820-1885), peintre
- Nicolas Eekman (1889-1973), peintre figuratif néerlandais (21e division)
- Fernand Faniard (1894-1955), artiste lyrique (32e division)
- Geneviève de Fontenay (1932-2023), organisatrice de concours de beauté (8e division)
- Louis Gabriel Gauny (1806-1889), ouvrier écrivain et philosophe saint-simonien (11e division)
- Yves Giraud-Cabantous (1904-1973),  pilote automobile (21e division)
- Nathalie Gontcharova (1881-1962), peintre russe, épouse de Michel Larionov (7e division)
- Maurice Hallé (1886-1954), poète et chansonnier (12e division)
- Johnny Hess (1915-1983), chanteur (40e division)
- Michel Larionov (1881-1964), peintre russe, époux de Natalia Gontcharova (7e division)
- Charles Lavialle (1894-1965), acteur (23e division)
- Éliphas Lévi (1810-1875 ; exhumé et jeté à la fosse commune en 1881), ecclésiastique et occultiste
- Pierre-Eugène Marc (1818-1885), peintre et illustrateur français
- Georges Melchior (1889-1944), acteur (40e division)
- Lazare Ponticelli (1897-2008), dernier poilu (41e division)
- Pierre Prins (1838-1913), peintre (29e division)
- Eugène Rubens-Alcais (1884-1963), militant sourd français dans le secteur sportif (5e division)
- Louis Seigner (1903-1991), acteur (7e division)
- Roger Stéphane (1919-1994),  écrivain et journaliste (7e division)
- Maurice Ulrich (1925-2012), homme politique (8e division)
- Pauline Wissant (1848-1927), peintre française